# Boggart
El boggart es una criatura mitológica de origen celta-anglosajón generalmente vista como un duende travieso y que causa problemas en una casa.

## Descripción
El término "boggart" proviene probablemente, de los vocablos bog, "pantano", "ciénaga", "inundación"; y "arte", que daría como resultado "arte fangoso" (comúnmente es considerado como fog, que significa neblina, provocando el arte neblinoso).
Los Boggarts celtas anglosajones varían en tamaño y apariencia, en general, muchos están representados con rasgos humanoides y tamaño pequeño.
Son espíritus maltratados que se han vuelto malévolos. Tal parece que les gusta salir de noche y en ocasiones son espíritus domésticos, en este último caso, se dice que se esconden generalmente en lugares oscuros, como roperos, debajo de las camas, en áticos o sótanos. Se dice que entre las cosas que gustan hacer se incluye el esconder cosas, agriar la leche, asustar a los perros y otros animales domésticos y, según algunas versiones, cosas más graves como asfixiar a los bebés en sus cunas, su apariencia usualmente se descubre como la de un gnomo o enano y sigue a los dueños de una casa aunque se cambien de residencia.
Algunos indican que la leyenda puede haber sido el origen de la posterior creencia en el asustador de niños conocido como Bogeyman.
En la franquicia de Harry Potter se dice que adquieren el aspecto del peor temor de quien los ve, sin embargo esto es invención exclusiva de J. K. Rowling y no forma parte del folklore original.

## En la ficción y la literatura
Aparece como uno de los tipos de criaturas en Harry Potter. Nadie sabe la verdadera forma de los boggarts, excepto Ojo-Loco Moody, de la orden del Fenix, ya que adoptan la forma física del mayor temor de la persona delante de él.Ejempos:
- Neville - Profesor Snape
- Ron - Acromántulas
- Harry - Dementor
- Lupin - La luna
- etc.

Contrahechizo: ¡Riddiculous! recordando otra cosa que te inspira miedo y combinándolos hasta hacer otra cosa que inspira risa.
La primera vez que aparece un boggart es en Harry Potter y el prisionero de Azkaban. Remus Lupin es quien se lo enseña a Harry.
En El séptimo hijo (2015) el protagonista, Thomas Ward, encuentra un boggart, que en la película aparece físicamente representado similar a un troll ciego.